# Signora mia
Signora mia è il primo album in studio del cantante italiano Sandro Giacobbe, pubblicato dalla casa discografica CBS nel 1974.
Dall'album, prodotto da Bob Lumbroso, viene tratto il singolo Signora mia/La stanza del sole, il cui brano principale partecipa al Festivalbar. Signora addio viene pubblicato nello stesso anno anche da Gianni Nazzaro.
L'album è stato pubblicato su cd soltanto nel 2022 a cura della On Sale Music.

## Tracce

### Lato A
1. Signora mia
2. Fammi amare
3. Nel letto di casa mia (Entrò la Luna)
4. L'amore che abbandono

### Lato B
1. L'amore è una gran cosa
2. La stanza del sole
3. Il più facile degli amori
4. Due donne da amare
5. Signora addio